# Technirama
El Technirama és un format de filmació cinematogràfica de pantalla panoràmica desenvolupat per Technicolor. Estrenat al 1957, el Technirama utilitzava l'estructura de la VistaVison de Paramount, ja que igual que aquest, utilitzava un negatiu horitzontal amb vuit perforacions per fotograma i una velocitat de reproducció de 24 imatges per segon. Aquest format utilitzava una compressió anamòrfica de 1.x5.1, és a dir 50%, amb el qual s'aconseguien imatges de gran qualitat visual y perfectament compatibles amb el CinemaScope. El Technirama emprava el sistema de so Magoptical - el mateix que Cinemascope -, amb quatre pistes magnètiques estereofòniques i una monofònica.

## Avantatges
Un dels avantatges del Technirama era el fet que permetia realitzar còpies per la seva exhibició en un format augmentat de 70mm, raó per la qual es va crear el terme Super Technirama 70 per tal de referir-se a aquestes. Per tant, aquests films rodats en format normal, compatibles amb el CinemaScope, eren presentats amb el logo "Filmed in Technirama", y les que estaven adaptades als formats de 70mm "Filmed in Super Technirama 70"

## Especificacions
- Pel·lícula: 35mm en horitzontal amb vuit perforacions i 24 fotogrames per segon.
- Àrea de la pel·lícula: 1.496" (38mm) x 0.992" (25'2mm)
- Proporció: 2.35:1 (Impressions) 2.25:1 (Negatius)